# Milhem Cortaz
Milhem Cortaz (ur. 6 grudnia 1972 w São Paulo) – brazylijski aktor telewizyjny, teatralny i filmowy.

## Filmografia

### Filmy
- 2000: Através da Janela jako przyjaciel Raí
- 2000: Domésticas jako hydraulik
- 2003: Carandiru jako Peixeira
- 2004: Nina jako Carlão
- 2005: A Concepção jako Lino
- 2007: O Magnata jako Lúcio Flávio
- 2007: Elitarni (Tropa de Elite) jako kpt. Fábio Barbosa
- 2007: Nome Próprio jako locador
- 2008: Se Nada mais Der certo jako Lupa
- 2008: Encarnação do Demônio jako ojciec Eugênio
- 2009: Lula, o Filho do Brasil jako Aristides
- 2010: Elitarni – Ostatnie starcie (Tropa de Elite 2 – O Inimigo Agora é Outro) jako podpułkownik Fábio Barbosa
- 2010: Boca do Lixo (Boca) jako Osmar
- 2011: Cilada.com jako Pitboy
- 2011: Assalto ao Banco Central jako Barão
- 2012: Amanhã Nunca Mais jako Geraldo
- 2012: O Gorila jako Namorado de Cíntia
- 2013: Nelson Ninguém jako Nelson
- 2014: Trinta jako Tião
- 2016: Mais Forte que o Mundo jako Dedé Pederneiras
- 2016: Dziesięć przykazań (Os Dez Mandamentos: O Filme) jako Bomani
- 2016: Mundo Cão jako Cebola
- 2016: Malasartes e o Duelo com a Morte jako Próspero

### Seriale TV
- 1995: A Próxima Vítima jako Ted
- 2000: Sandy & Júnior jako Tenente William
- 2001: O Direito de Nascer jako Homero
- 2001: Pícara Sonhadora jako Cláudio
- 2001: Desejos de Mulher jako Xavier
- 2003: Carga Pesada jako Mauro
- 2004: Barwy grzechu (Da cor do pecado) jako Ladrão
- 2004: A Diarista jako Osvaldo
- 2004: A Grande Família jako Mecânico
- 2004: Niewolnica Isaura (A Escrava Isaura) jako Manuel da Mota Coqueiro
- 2005: Essas Mulheres jako Lobato
- 2006: Bicho do Mato jako Paulo
- 2008: Chamas da Vida jako sierżant Carlos José Lima
- 2011: Samson i Dalila (Sansão e Dalila) jako Abas
- 2013: O Negócio jako Renan
- 2014: Cuda Jezusa (Milagres de Jesus) jako Barzillaj
- 2014: Plano Alto jako João Titino
- 2015: Dziesięć przykazań (Os Dez Mandamentos) jako Bomani
- 2015: Magnífica 70 jako agent Chagas
- 2016: Alemão - Os Dois Lados do Complexo jako Branco
- 2016: Dziesięć przykazań (Os Dez Mandamentos - Nova Temporada) jako Kaleb
- 2016: Ziemia Obiecana (A Terra Prometida) jako Kaleb